# 삼기초등학교 (전북)
삼기초등학교는 대한민국 전북특별자치도 익산시 삼기면 간촌리에 있는 공립 초등학교이다.

## 학교 연혁
- 1922년 4월 1일 삼광사립보통학교 설립 개교
- 1925년 9월 17일 삼기공립보통학교(4년제) 개교설립인가 4월 16일
- 1938년 4월 1일 삼기공립심상소학교로 개칭[1]
- 1941년 4월 1일 삼기공립국민학교(6년제)로 개칭[2]
- 1981년 3월 10일 병설유치원 개원
- 1996년 3월 1일 삼기초등학교로 개칭[3]
- 2018년 9월 1일 제27대 김향순 교장 부임
- 2020년 2월 7일 제93회 졸업식(총 6,963명)

## 학교 상징
- 우리 학교 꽃 - 철쭉 : 철쭉은 전국 어디에서나 볼 수 있는 민족의 꽃으로 불러지고 있다. 우리도 나라 사랑의 마음을 갖도록 한다.
- 우리 학교 나무 - 향나무 : 향나무는 곧고 그 푸르름을 항상 유지하고 있다. 그 기상을 본받아 우리도 언제나 정직하고 진취적인 마음을 갖도록 한다.
- 우리 학교 새 - 비둘기 : 비둘기는 성질이 순해 길들이기 쉽고 평화를 상징하는 새로 사랑을 받아왔다. 우리도 사랑과 평화를 함양하는 마음을 갖도록 한다.

## 참고 자료
- 삼기초등학교 - 한국교육학술정보원 학교알리미